# Tuatuka
Tuatuka is een bestuurslaag in het regentschap Kupang van de provincie Oost-Nusa Tenggara, Indonesië. Tuatuka telt 2236 inwoners (volkstelling 2010).